# Mary Harney
Pour les articles homonymes, voir Harney.
Mary Harney (en irlandais: Máire Ní Áirne; née le 11 mars 1953) est une femme politique irlandaise et a été ministre de la santé et de la jeunesse de 2004 à 2011. Elle est Teachta Dála (TD) de la circonscription de Dublin Mid West et a occupé le poste de Tánaiste de 1997 à 2006, et celui de ministre des Entreprises, du Commerce et de l'emploi de 1997 à 2004.

## Biographie
Elle a été le leader des Démocrates progressistes entre 1993-2006. Elle a repris son rôle de leader en 2007, après que Michael McDowell eu perdu son siège à l'élection générale de 2007. Elle est la femme qui a siégé le plus longtemps au Dáil Éireann.
Mary Harney est née dans la ville de Ballinasloe, comté de Galway en 1953. Ses parents, qui habitaient près du village d'Ahascragh étaient agriculteurs. La famille déménage à Newcastle, comté de Dublin, peu après sa naissance. Elle fait ses études au couvent de la Miséricorde, Inchicore, comté de Dublin, avant d’étudier au Trinity College de Dublin. 
A l'université, elle entre dans l’histoire en devenant la première femme secrétaire de la Société historique du Collège. En 1976, elle est titulaire d'un diplôme ès arts en études modernes. Elle enseigne alors dans le secondaire à Castleknock College, Dublin. 
En novembre 2001, Mary Harney se marie avec M. Brian Geoghegan, un chef d’entreprise.